# Macabro

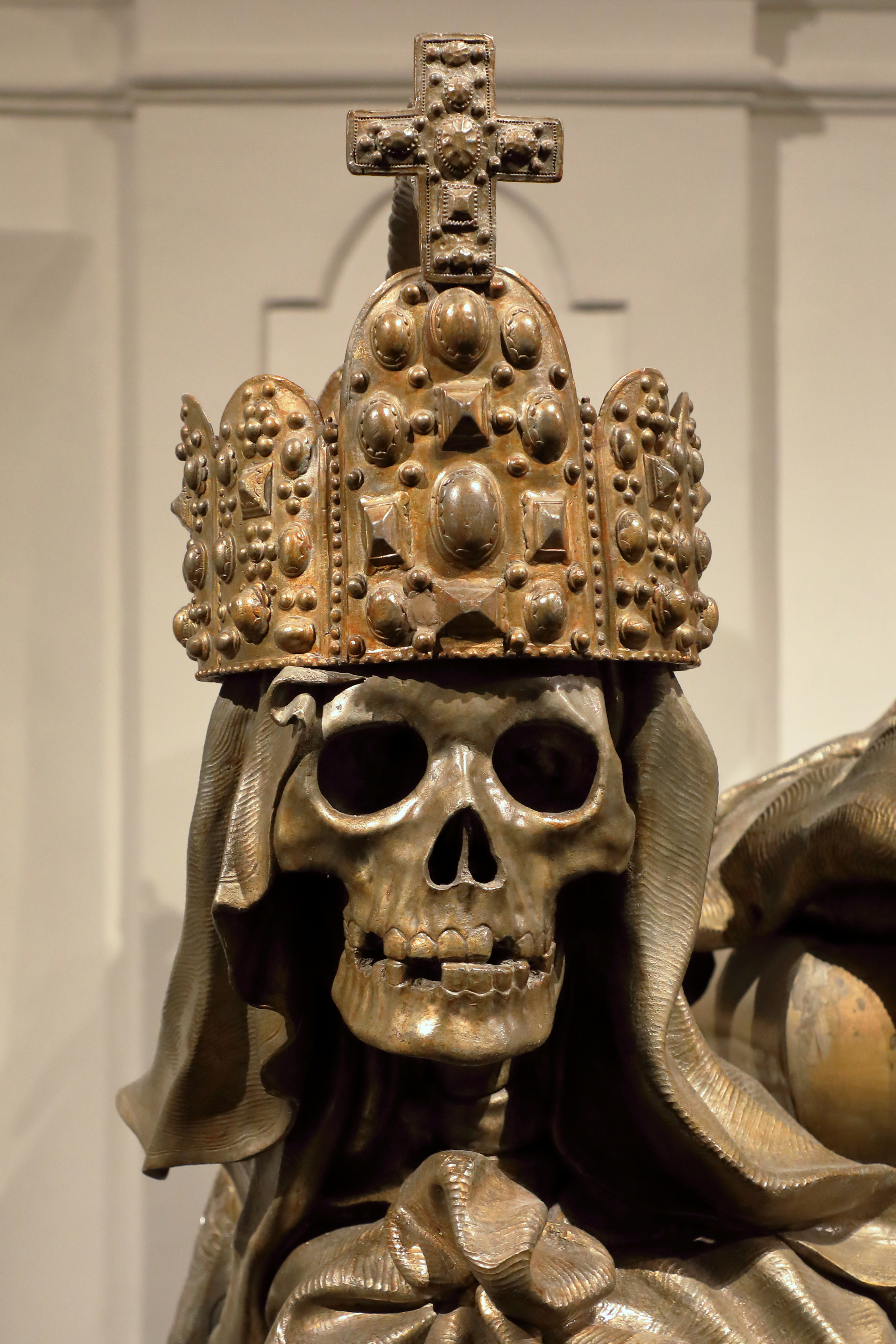
Un teschio con la corona imperiale nel sarcofago di Carlo VII imperatore del Sacro Romano Impero nella cripta della chiesa dei Cappuccini in Vienna.

Macabro è un termine usato per definire lo stile e il contenuto di opere artistiche caratterizzate da un'atmosfera lugubre in relazione con la morte e con il suo immaginario collettivo enfatizzati nei suoi dettagli e simboli.

## Etimologia
L'etimologia della parola è incerta. Secondo Gaston Paris il termine appare per la prima volta come un aggettivo derivato dal francese "macabre", che si ritrova nella locuzione danse macabre, alterazione di danse de Macabré (1376) opera di Jean Le Fèvre dove probabilmente Macabré sarebbe un nome proprio di un personaggio delle canzoni di gesta. Un'altra interpretazione riferisce invece Macabré ad una alterazione di Machabée da Maccabeo che compare nell'espressione latina risalente al XV secolo "chorea Machabaeorum" (danza dei Maccabei): i sette fratelli torturati con la loro madre Solomone e il loro maestro Eleazar.

## Il macabro nella cultura di massa

### Macabro nell'arte
Il tema del macabro nell'arte esplora la morte, il terrore e la precarietà della vita, trovando espressione in immagini simboliche e inquietanti che riflettono la parte oscura dell'esistenza umana. L'interesse per il macabro si intensifica nel periodo gotico dell'Ottocento, dove artisti e autori, come Mary Shelley con Frankenstein, esplorano la paura e la distorsione della bellezza. Per lungo tempo il macabro legato al tema della morte è presente nella iconografia occidentale antica: 

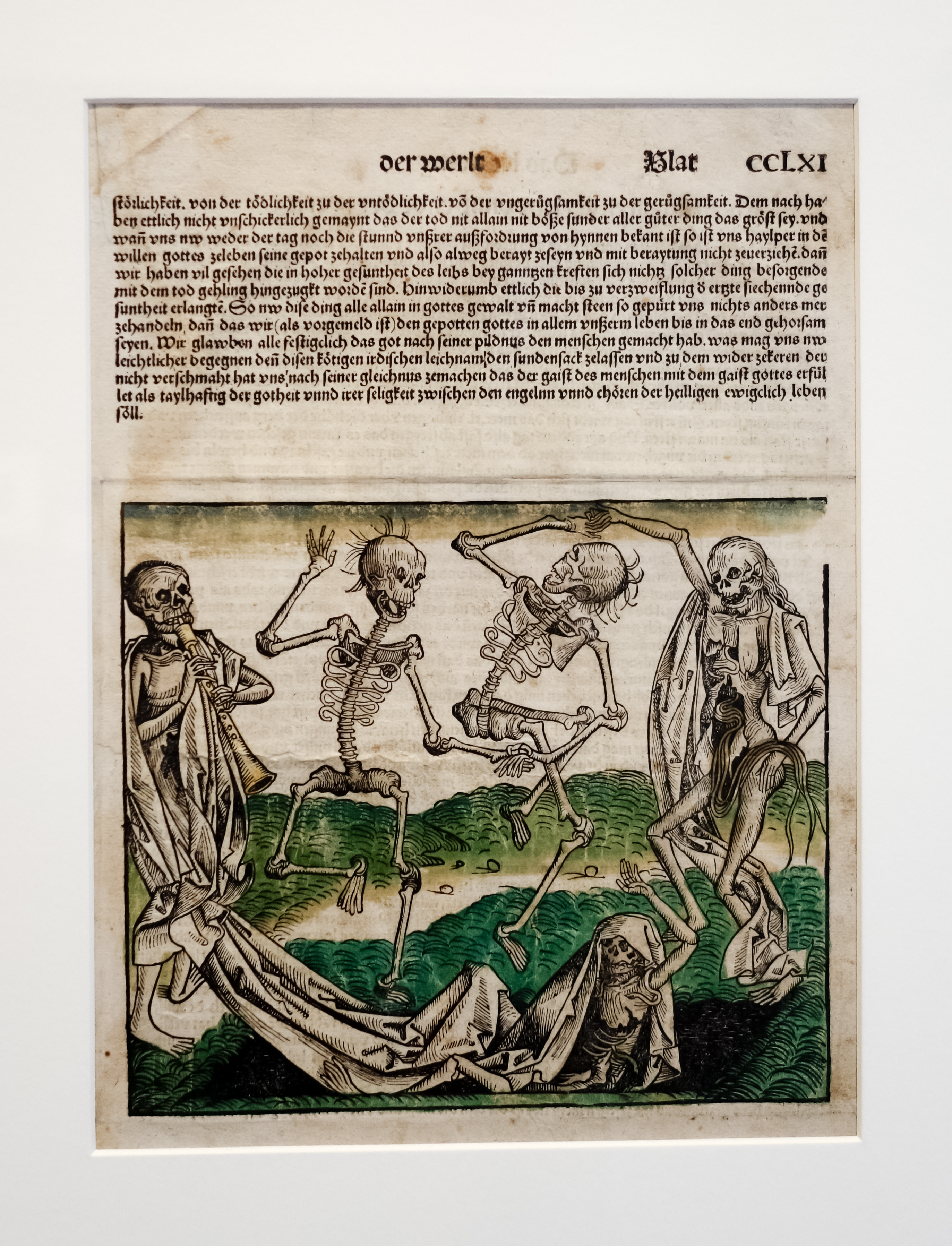
Danza della morte di Michael Wolgemut (1493). Incisione parte delle "Cronache di Norimberga", questa illustrazione rappresenta la morte come forza universale che non discrimina tra le classi sociali. Danza scheletri e vivi in un simbolico richiamo alla precarietà della vita, evocando le conseguenze della peste nera e il concetto di vanitas, invitando a riflettere sul significato delle ambizioni umane di fronte alla mortalità. (Metropolitan Museum of Art, New York)

Tra le opere più emblematiche, L'incubo di Johann Heinrich Füssli (1781) rappresenta un demone che sovrasta una donna dormiente, simbolo di angosce oppressive. Un altro esempio iconico è Saturno che divora i suoi figli di Francisco Goya (1820-1823), dove il dio Saturno, deformato dalla violenza, consuma uno dei suoi figli per evitare la profezia della propria caduta. Il Rinascimento offre contributi importanti, come il Trittico della vanità terrena e della salvezza divina di Hans Memling (1485), dove demoni e corpi in decomposizione riflettono la fragilità umana. Michael Wolgemut, con La Danza della Morte (1493), raffigura scheletri che danzano con figure umane, esprimendo l'inevitabilità della morte come forza che non fa distinzione di classe o status. Altri due lavori significativi sono Il giardino delle delizie e Inferno di Hieronymus Bosch, creati tra il 1480 e il 1504. Sebbene queste opere non siano tradizionalmente classificate come horror, presentano immagini che interrogano il destino dell'umanità. Il pittore polacco Henryk Weyssenhoff in Premonizione (1893) rappresenta una figura spettrale simile al Mietitore in un contesto rurale, con cani ululanti, evocando la presenza inesorabile della Morte. Anche il folklore trova spazio, come in The Flying Dutchman di Charles Temple Dix (1860), ispirato alla leggenda della nave fantasma, simbolo di sventura eterna. La rappresentazione femminile oscura è incarnata da The Vampire di Philip Burne-Jones (1897), dove una femme fatale simboleggia la tentazione mortale, mentre Albert Joseph Pénot, con La Femme Chauve-Souris (1890), raffigura una figura alata immersa in un’atmosfera soprannaturale. Nel panorama messicano, Frida Kahlo indaga il tema della morte in Niña con máscara de calavera (1938), mentre Bill Stoneham, con The Hands Resist Him (1972), rappresenta un’immagine virale associata a leggende metropolitane moderne, divenendo noto come "il quadro maledetto".
Attraverso secoli e culture, l'arte macabra continua a rispecchiare le paure collettive e la consapevolezza della mortalità, offrendo una visione inquietante ma profonda sull’animo umano.

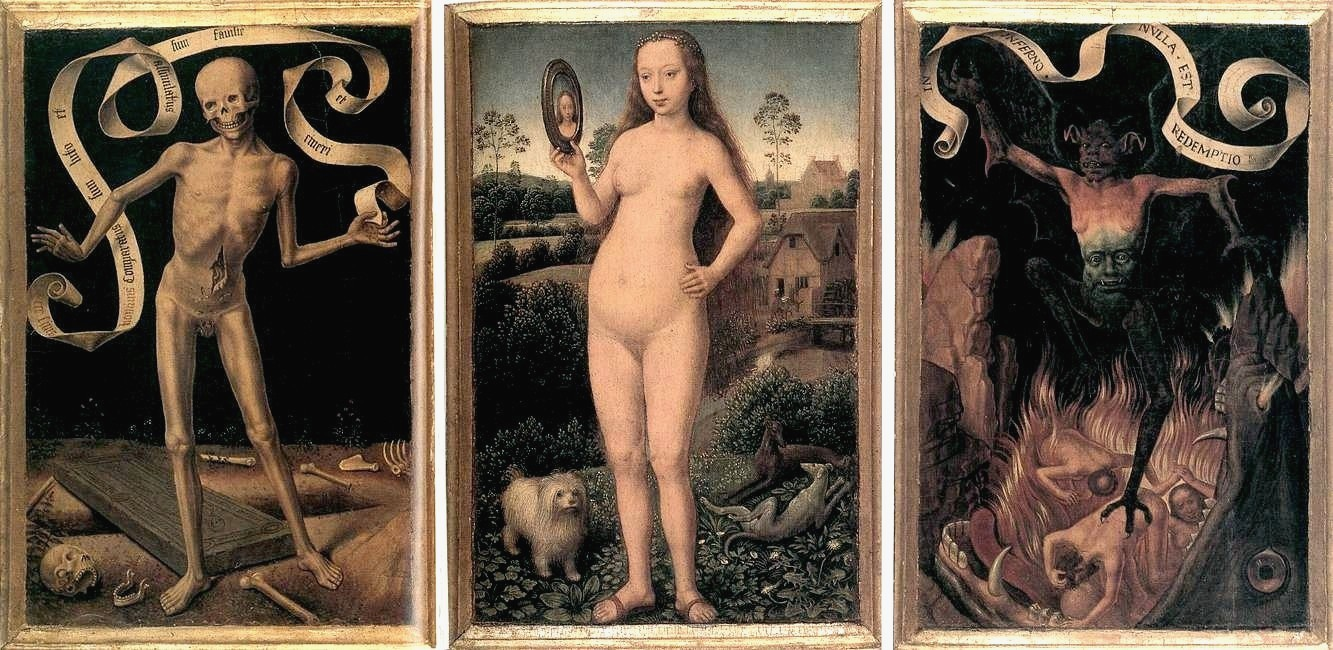
Trittico della vanità terrena e della salvezza divina
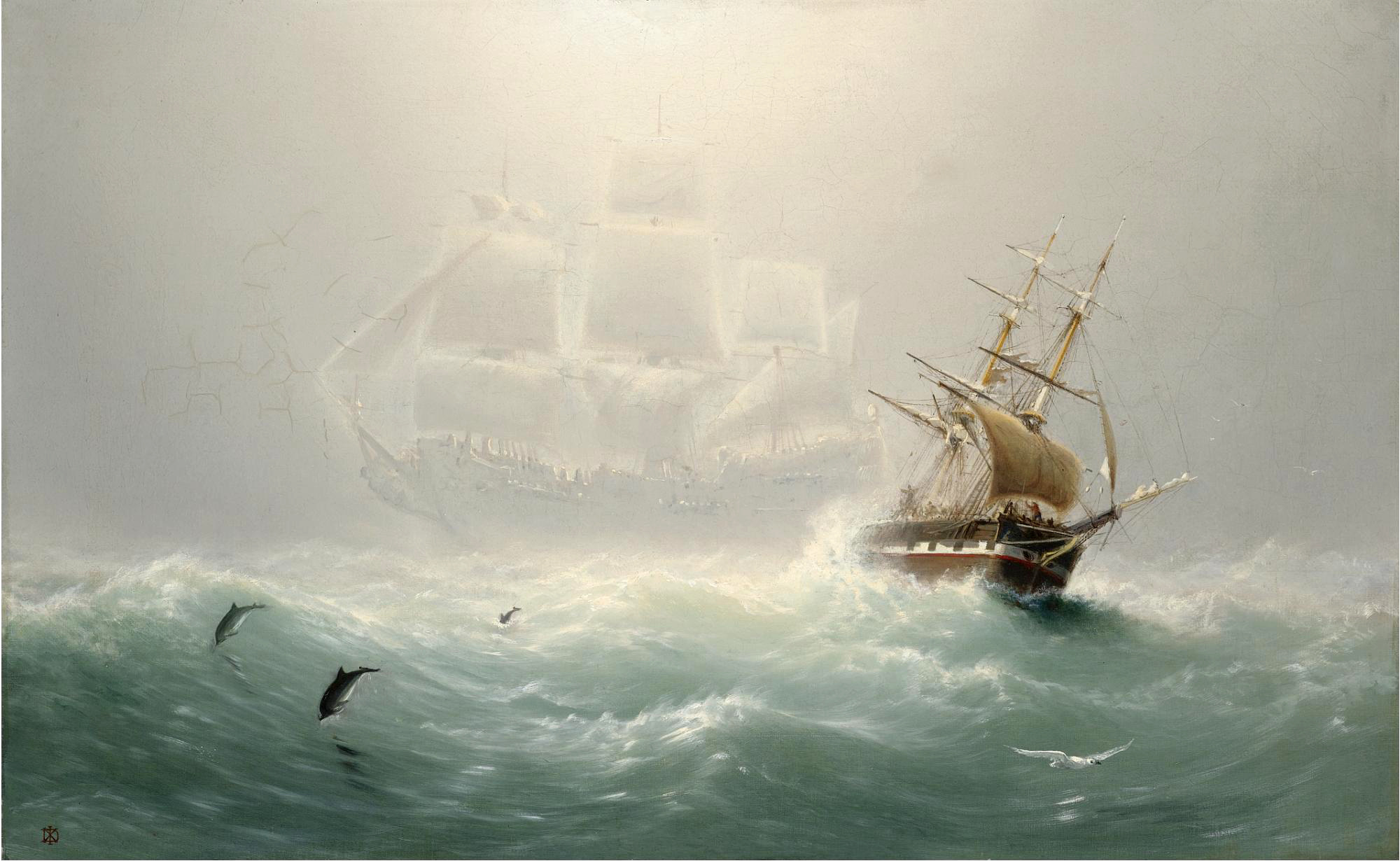
The Flying Dutchman (dipinto)
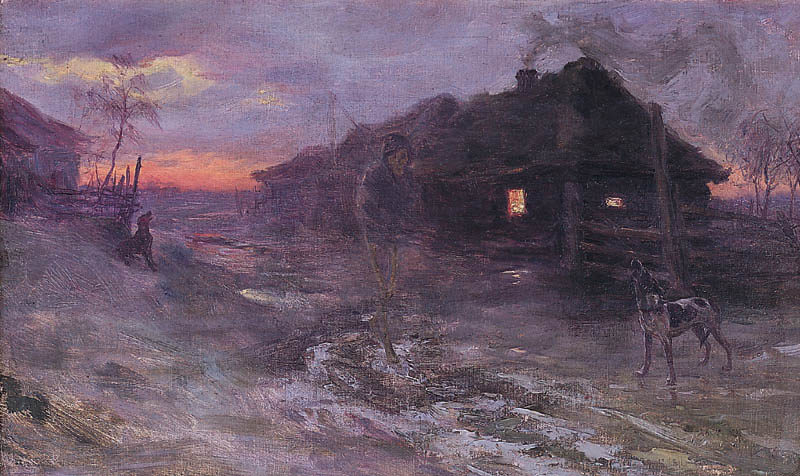
Premonizione (Weyssenhoff)
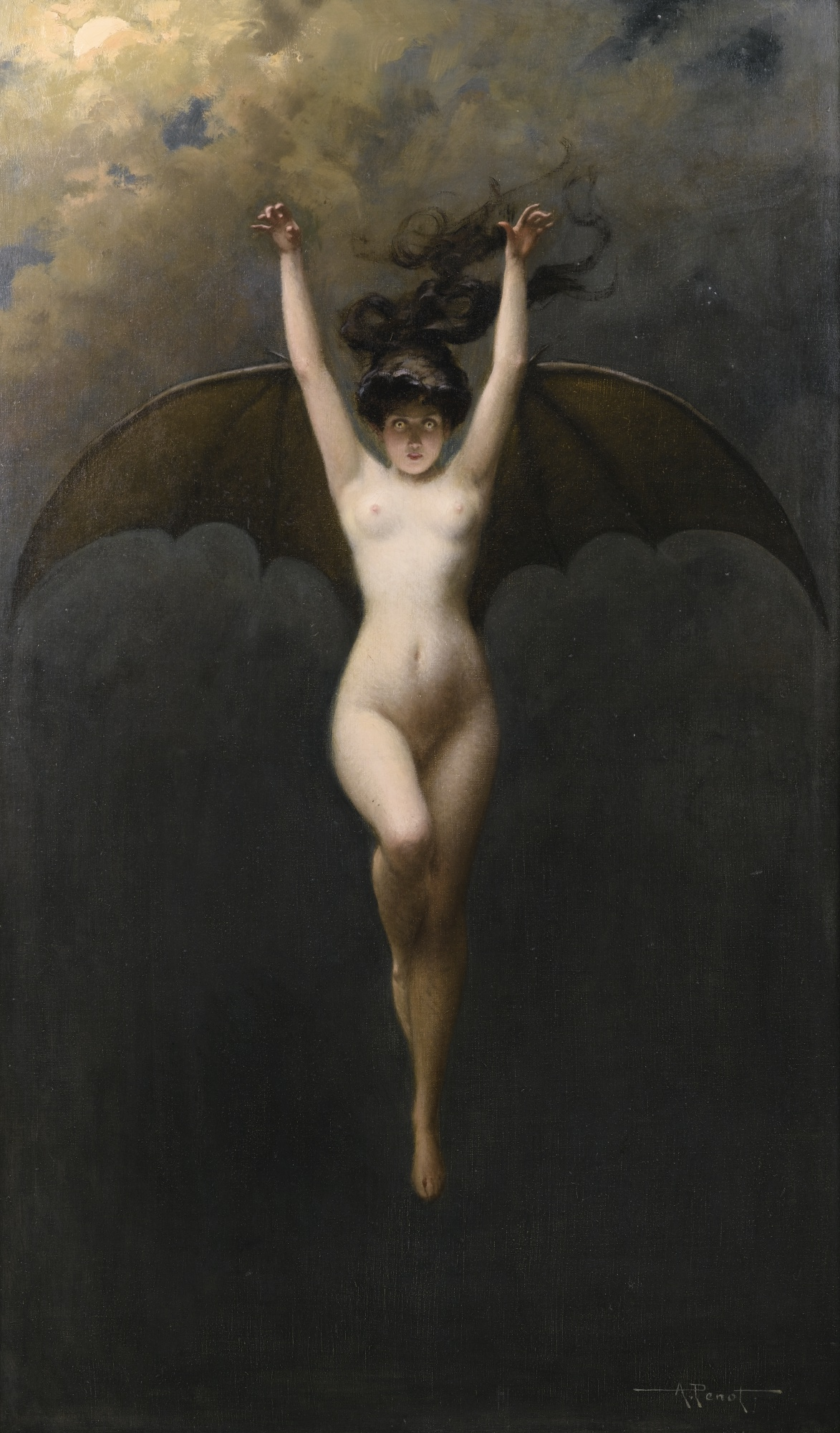
La Femme Chauve-Souris
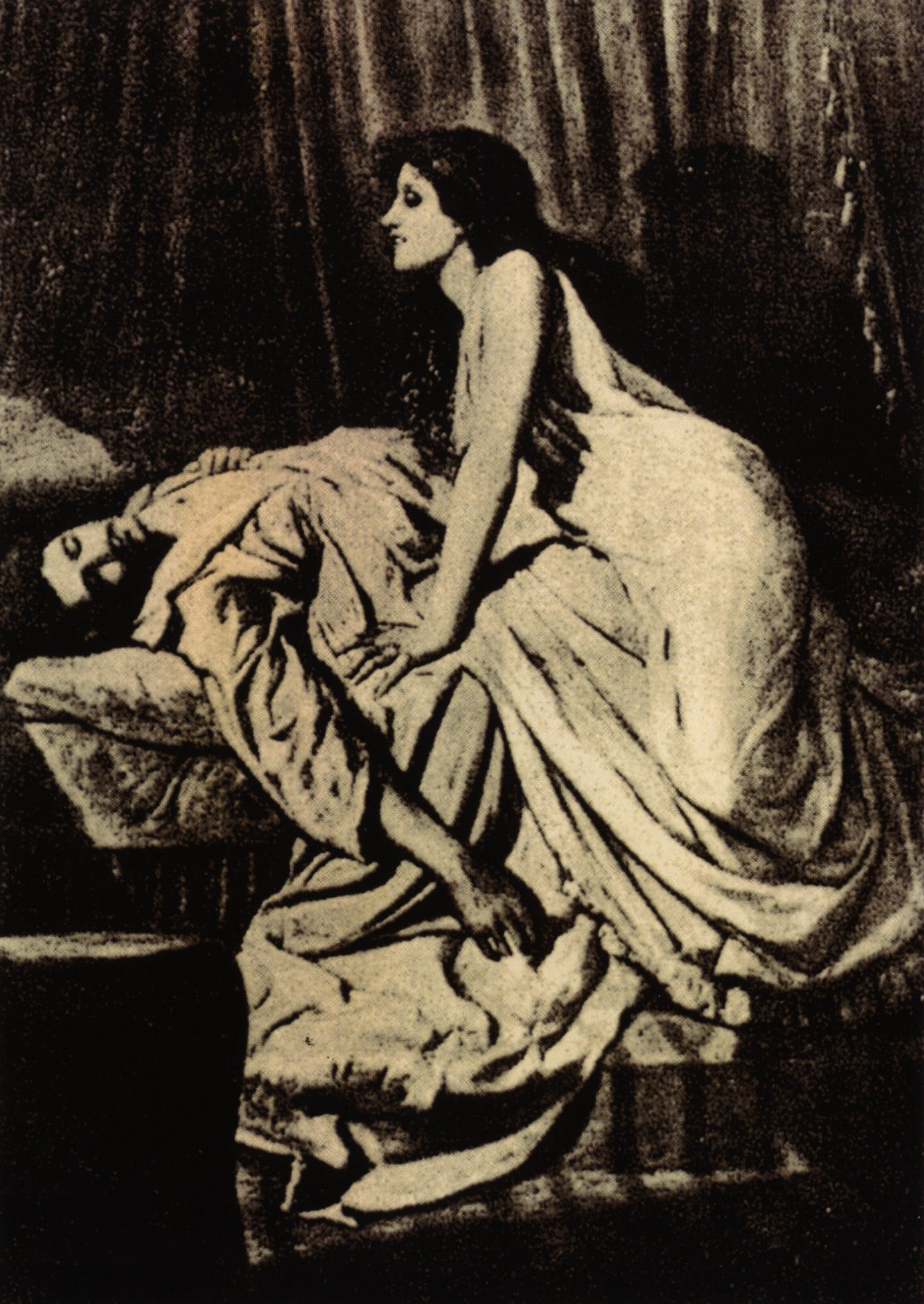
The Vampire (incisione)

#### Temi iconografici
I temi iconografici legati alla morte e all’aldilà hanno avuto un ruolo significativo nell’arte medievale e rinascimentale, esplorando la fragilità della vita e la inevitabilità della morte attraverso diverse rappresentazioni.
- Danza macabra: Questo tema iconico ritrae scheletri che danzano insieme a esseri viventi, simboleggiando l’universalità della morte che non risparmia nessuna categoria sociale. Ogni personaggio, rappresentante diverse classi sociali — dai nobili ai contadini — partecipa a questa danza, suggerendo che la morte è l’unico destino comune a tutti, indipendentemente dal loro stato o ricchezze in vita.
- Trionfo della Morte: In queste rappresentazioni, la Morte è spesso personificata come una figura scheletrica che esercita il potere su tutte le creature viventi. Questa immagine drammatica mostra la Morte che uccide o fa uccidere varie categorie di persone, sottolineando la sua signoria in un mondo dove ogni tentativo di sfuggirle è vano. Le opere che esplorano questo tema evocano una forte riflessione sulla caducità della vita e sull’assoluta autorità della Morte.
- Incontro dei tre morti e dei tre vivi: Questo soggetto raffigura un incontro tra tre nobili cacciatori e tre scheletri. Gli scheletri ammoniscono i cacciatori sulla fugacità della vita e sull'inevitabilità della morte. Questo dialogo tra vivi e morti serve come monito, invitando gli spettatori a riflettere sulle loro azioni e sul significato della vita in relazione alla morte, suggerendo che, nonostante il loro status, i cacciatori non possono evitare il loro destino finale.
- Personificazione della morte: La figura della Morte viene spesso personificata in vari modi, non solo come scheletro, ma anche come una figura femminile o come una forza oscura. Questa personificazione consente agli artisti di esplorare le emozioni umane legate alla perdita e al lutto, rendendo la Morte non solo un concetto astratto, ma un’entità con cui i vivi devono confrontarsi. Le rappresentazioni della Morte in questo modo pongono domande sul significato dell'esistenza e sulla preparazione dell'anima per l'aldilà.

### Macabro nella letteratura
Negli antichi autori greci e latini non è comune incontrare elementi macabri: tracce appaiono in Apuleio e nel Satyricon che prende spunto dalla fabula milesia per gli episodi macabri o licenziosi (come quello della Matrona di Efeso). Nell'età cristiana il tema della morte rimane limitato ai filosofi, alle cerimonie liturgiche e ai predicatori mentre gli artisti lo trattano quasi esclusivamente nell'arte funeraria. Dalla seconda metà del XIII secolo i pittori riempiono le chiese di raffigurazioni intensamente realistiche della morte. Raffigurazioni simboliche e pitture sacre che per i per molti analfabeti del tempo sostituiscono efficacemente gli scritti dedicati agli insegnamenti morali.
Nelle letteratura inglese sono considerati autori più o meno macabri John Webster, Robert Louis Stevenson, Mervyn Peake, Charles Dickens, Cyril Tourneur; nella letteratura americana si ricordano specialmente Edgar Allan Poe e H. P. Lovecraft. Questi ultimi due sono tuttora considerati i capostipiti dell'evoluzione moderna e contemporanea del genere macabro, che grazie anche alle loro opere ha assunto una maggior autonomia ed una dignità letteraria: Poe in un ambito macabro e grottesco, ma al tempo stesso poetico ed evocativo, e Lovecraft in un ambito più prettamente fantastico. I prodotti delle loro immaginazioni e visioni sono divenuti autentiche pietre miliari, basti ricordare i racconti del cosiddetto Ciclo di Cthulhu per quanto riguarda Lovecraft o i Racconti del grottesco e dell'arabesco scritti da Poe il cui senso del macabro culmina nella La maschera della morte rossa.

### Macabro nella musica
Il senso del macabro è presente non solo nelle opere letterarie, pittoriche e scultoree ma anche nella musica come nel Totentanz di Liszt, ad esempio e nella Danza Macabra di Saint-Saëns, ispirata dal poemetto grottesco di Henri Cazalis che sulla scorta della rinomata ballata di Goethe aveva creato una scena parodistica in cui la morte suonava un violino scordato in un cimitero.

### Macabro nel cinema
Anche il cinema ha dedicato a questi temi alcune opere come ad esempio il film La morte ti fa bella (Death becomes her - 1992) di Robert Zemeckis dove il macabro si mescola al grottesco e al kitsch.